# Hans Rendahl

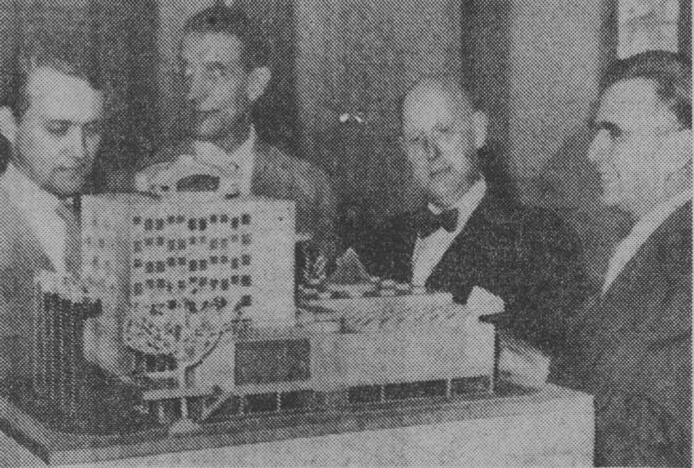
Hans Rendahl (t.v.) med modell av Konstens hus

Paul Hans Rendahl, född 24 maj 1929 i Falun, död 5 april 2013 i Harplinge församling, Hallands län, var en svensk arkitekt. 
Rendahl, som var son till adjunkt Paul Rendahl och Greta Ahlberg, avlade studentexamen i Arvika 1949 och utexaminerades från Chalmers tekniska högskola (CTH) 1958. Han var förste assistent på institutionen för arkitektur vid CTH 1958–1960, medarbetare vid utformningen av projekt för Konstens hus i Göteborg 1959–1960, blev arkitekt hos laborator Johannes Olivegren 1960 och bedrev egen arkitektverksamhet tillsammans med Hakon Ahlberg och Yngve Lundquist i Lund från 1962.